# Bahnstrecke Robertsfors–Sikeå
| Streckenlänge: | 9 km                |                    |                    |
| Spurweite: | 750 mm (Schmalspur) |                    |                    |
| Maximale Neigung: | 10 ‰                |                    |                    |
| |                     |                    |                    |
| \| \| 0 \| Robertsfors \| Robertsfors \| \| \| \| Rickleån \| \| \| \| \| Holzladeplatz \| \| \| \| \| \| \| \| \| \| Ausweichstelle \| \| \| \| \| Sikeå-Berg (250 m) \| \| \| \| \| \| \| \| \| \| Holzladeplatz \| \| \| \| 9 \| Sikeå hamn \| Sikeå hamn \| |                     |                    |                    |
| Kopfbahnhof Streckenanfang (Strecke außer Betrieb) | 0                   | Robertsfors        | Robertsfors        |
| Brücke über Wasserlauf (Strecke außer Betrieb) |                     | Rickleån           | Rickleån           |
| Betriebsstelle Streckenanfang (Strecke außer Betrieb) · Strecke (außer Betrieb) |                     | Holzladeplatz      | Holzladeplatz      |
| Strecke nach links (außer Betrieb) · Abzweig geradeaus und von rechts (Strecke außer Betrieb) |                     |                    |                    |
| Blockstelle (Strecke außer Betrieb) |                     | Ausweichstelle     | Ausweichstelle     |
| Tunnel (Strecke außer Betrieb) |                     | Sikeå-Berg (250 m) | Sikeå-Berg (250 m) |
| Strecke von links (außer Betrieb) · Abzweig geradeaus und nach rechts (Strecke außer Betrieb) |                     |                    |                    |
| Betriebsstelle Streckenende (Strecke außer Betrieb) · Strecke (außer Betrieb) |                     | Holzladeplatz      | Holzladeplatz      |
| Kopfbahnhof Streckenende (Strecke außer Betrieb) | 9                   | Sikeå hamn         | Sikeå hamn         |

Die Bahnstrecke Robertsfors–Sikeå hamn war eine schmalspurige schwedische Eisenbahnstrecke. Sie war die erste Eisenbahn in Västerbotten.
Die Strecke wurde von der 1758 gegründeten Eisenhütte Robertsfors bruk in Robertsfors in erster Linie für Transportaufgaben zum Hafen in Sikeå erbaut. Zeitweise diente die im Inselbetrieb bediente Strecke dem örtlichen Personenverkehr. 1900 wurde sie als eine der ersten in Schweden auf elektrischen Betrieb umgestellt. Heute sind noch ein Gleisrest und viele Fahrzeuge vorhanden, die im Hüttenmuseum ausgestellt sind.

## Geschichte
Das Hüttenwerk Robertsfors wurde 1758 von den beiden britischen Industriellen John Jennings und Robert Finley gegründet. Die Hütte, die durch die Wasserkraft des Rickleån betrieben wurde, lag 8,5 Kilometer vom nächsten Hafen in Sikeå entfernt. Diese schlechte Verkehrsverbindung wirkte sich negativ auf Hochofen, Schmiede, Mühle, Werkstatt und Sägewerk aus. Alle Transporte vom und zum Hafen von Sikeå mussten auf dem Landweg mit Fuhrwerken durchgeführt werden.
1857, fast 100 Jahre später, gab das Hüttenwerk Claes Adolf Adelsköld, dem später bekanntesten privaten Eisenbahnbauer in Schweden, den Auftrag, eine Strecke von Robertsfors nach Sikeå zu planen. Dieser erhielt nach mehrjährigem Schriftwechsel am 16. März 1863 die Konzession, die Bahn zu errichten. Finanzielle Probleme des Hüttenwerkes verschoben jedoch den Baubeginn um 15 Jahre. Inzwischen wurde untersucht, ob die Verbindung auf der Straße mit einer Dampftraktor, ånghäst (Dampfpferd) genannt, durchgeführt werden könne. Es erwies sich als unmöglich, damit auf den Straßen in der Region zu fahren.
Das Werk hatte nicht genug Kapital, um die Bahn von einer Firma bauen zu lassen. Deshalb wurden die Arbeiten durch das fest angestellte Personal durchgeführt. In der Praxis war es schwierig, diese Arbeiten zu festgelegten Zeiten durchzuführen. So ging der Bau nur sehr langsam voran. 1878 wurde der Bau erstmals beendet. Es konnten nur für 2500 Meter Walzstahl-Schienen gekauft werden. Diese wurden vom Hafen in Sikeå bis zur Küstenstraße verlegt. Weitere zwei Kilometer wurden mit selbst gegossenen Schienen ausgestattet, der restlichen Teil des Weges bis Robertsfors bekam Holzschienen. Auf diesen Holzschienen wurden die Waren mit pferdebespannten Wagen befördert. Dies erforderte ein Umladen am Schnittpunkt der unterschiedlichen Gleissysteme.
Als Gustaf Tundal der neue Vorstandsvorsitzende des Hüttenwerkes wurde, gehörte es zu einer seiner ersten Aufgaben, die gesamte Strecke mit Stahlschienen auszustatten. Er hatte errechnet, dass ein Pferd vier Mal so viel auf Stahlschienen wie auf Holzschienen und sieben Mal so viel wie auf der Straße ziehen könne. Dies bedeutete, dass mit Stahlschienen die Kapazität der Strecke erheblich erhöht werden konnte. Diese Arbeiten wurden 1881 fertiggestellt. In dieser Form sah Tundal die Strecke jedoch als Provisorium. Bevor er die leitende Stelle 1889 wieder verließ, hatte er die Strecke auf eine Spurweite von 750 mm umbauen lassen. Die Schienen hatten ein Gewicht von 11,78 kg pro Meter und der Abstand zwischen den Schwellen betrug 0,55 Meter. Durch seinen englischen Agenten Charles Bell ließ er eine Dampflokomotive ankaufen, die nach ihm Charles genannt wurde. Die Lok mit der Achsfolge B hatte eine Spurweite von 750 mm. Sie benötigte für eine Fahrt zwischen Robertsfors und dem Hafen etwa 15 Minuten.
| Nummer | Name    | Bauart    | Achsfolge | Hersteller                | Fabr.-Nr./ Baujahr | Besonderes |
| ------ | ------- | --------- | --------- | ------------------------- | ------------------ | --- |
|        | CHARLES | Tenderlok | B t       | Dick, Kerr & Co., Preston | 762 1889           | 1918/1919 verschrottet, Kessel als Dampfmaschine in der mechanische Werkstatt und später für ein Schleppschiff auf den Seen um Norsjö verwendet |

## Streckenführung
Nach einer Zeichnung aus dem Jahre 1898 begann die Strecke in Sikeå am Hafen sowie am Holzverladeplatz. In Richtung Robertsfors hatte sie eine Steigung von 10 ‰. An einem anschließenden Bahnübergang in gleicher Richtung war ein mit einem Zahnradgetriebe versehenes Tor zum Schutz des Straßenverkehrs vorhanden. Nach etwa 1,5 Kilometern vom Hafen aus, führte die Strecke am Sikeå-Berg durch einen 250 Meter langen und 3,42 Meter breiten Tunnel, der gebaut wurde, um die Gleise gegen den Schneefall von den Bergen zu schützen. Kurz darauf überquerte die Strecke die Landstraße, wo ein Bahnwärterhaus für die Torwächter errichtet wurde. Ungefähr in der Mitte der gesamten Strecke war eine Ausweichstelle. Bei der Schmiede teilte sich die Strecke in zwei parallele Streckenteile und führte an dem 54 Meter langen, 5,30 Meter breiten und vier Meter hohen Schuppen für Lokomotiven und Wagen vorbei. Die Gleise führten Richtung Rickleån zum Hochofen, zur mechanischen Werkstatt und weiter 700 Meter bis zur Säge. Dort befand sich ein Ladeplatz mit zwei Gleisen. Bis zum Endpunkt an der Mühle musste der Rickleån über eine Brücke überquert werden.
Zuerst wurden Erz und Eisen zum Hochofen und zur Schmiede transportiert. Später verlagerte sich die Fracht mehr auf Holz und Holzerzeugnisse. Zum Hafen von Sikeå wurden gesägtes und gehobeltes Holz sowie Zellstoff gebracht, Rohholz zur Säge transportiert sowie Faserholz, Schwefel und Kalk zur Sulfitfabrik gefahren. Nachdem dieser Industriezweig 1948 stillgelegt wurde, bestand der Verkehr nur noch aus Holz und Faserholz von Robertsfors zum Sägewark in Sikeå.

## Beginn der Elektrifizierung
Für die mechanischen Werkstatt wurde 1893 eine Turbine am Rickleån mit einem 10-PS-Einphasen-Wechselstrom-Generator mit einer Spannung von 1000 Volt installiert. Der Strom wurde für die Beleuchtung in der Werkstatt produziert, zudem wurden die Säge und das Laufwerk der Getreidemühle damit angetrieben. Das Werk war eines der ersten seiner Art in Schweden und nach einem Modell eines Kraftwerks in Hagaström (Gävle) gebaut. Kurz danach wurde erkannt, dass mit Strom ungeahnte Möglichkeiten realisiert werden können. Pläne, dass die Bahn mit Strom fahren solle, wurden in den Jahren 1899 und 1900 ausgearbeitet. Am 27. Januar 1898 wurde die Elektrifizierung beschlossen. 1900 wurde das alte Kraftwerk durch ein neues an der gleichen Stelle ersetzt. Ab diesem Zeitpunkt stand genügend Leistung zur Verfügung, um die Eisenbahn elektrisch zu betreiben.

## Elektrische Lokomotiven
Die erste elektrische Lokomotive, die gekauft wurde, wurde Starkotter genannt. Sie war vermutlich Schwedens vierte Lokomotive mit vier Motoren, die zusammen 90 PS erreichten. Die Lok konnte kurzzeitig überlastet werden, ohne dass sie Schaden nahm. Die Züge bestanden in der Regel aus etwa dreißig Güterwagen mit einem gesamten Zuggewicht von 150 Tonnen. Auf der Strecke wurde zeitweise Personenverkehr durchgeführt, so etwa der Kirchenzug (kyrkotåg) zur Kirche nach Robertsfors an Sonntagen. Dazu gab es einen Personenwagen für die „feinen Leute“ und einen weiteren für die Arbeiter. Nach einem Unglück wurde der Personenverkehr 1915 wieder eingestellt.
Die beiden folgenden Lokomotiven, John Vale und Herman Behrman, die zwei Jahre später bei AEG in Berlin gekauft wurden, wurden für den werksinternen Rangierverkehr zwischen Mühle und Sägewerk eingesetzt. Diese wurden 1898 und 1899 gebaut und ursprünglich von der Domnarvet–Kvarnsvedenbanan in Auftrag gegeben. Dort sie erfüllten die Anforderungen nicht und wurden an die AEG zurückgegeben. Die Namen sind nach Personen der Region benannt. Johan Vale (eigentlich Giovanni Franco oder Ivan Anz, Sohn des kroatischen Vizekönigs Nikola Frankopan) war Gerichtsvollzieher unter Erik von Pommern und Herman Berman (auch Herman Behrman) war ein schwedischer Gutsbesitzer und Befehlshaber unter Engelbrekt Engelbrektsson während der Kalmarer Union.
| Nummer | Name           | Bauart | Achsfolge | Hersteller                  | Fabr.-Nr./ Baujahr | Besonderes |
| ------ | -------------- | ------ | --------- | --------------------------- | ------------------ | --- |
|        | Starkotter     |        | B' B'     | Luth & Roséns Elektriska AB | 1900               | betriebsfähiges Museumsfahrzeug |
|        | Johan Vale     |        | B         | AEG, Berlin                 | 117 1899           | Geliefert in 693 mm Spurweite an Stora Kopparbergs Bergslags A. B. für Bahnstrecke Falun–Domnarvet, Nr. 1; 1901 zurück an AEG, Berlin – dort umgebaut auf 750 mm; 1902 von Robertsfors AB übernommen |
|        | Herman Behrman |        | B         | AEG, Berlin                 | 125 1899           | Geliefert in 693 mm Spurweite an Stora Kopparbergs Bergslags A. B. für Bahnstrecke Falun–Domnarvet, Nr. 3; um 1902 zurück an AEG, Berlin – dort umgebaut auf 750 mm; 1902 von Robertsfors AB übernommen; 1963 an Schwedisches Eisenbahnmuseum, Gävle. Inzwischen wieder als nicht fahrfähiges Ausstellungsobjekt im Bruksmuseum von Robertsfors |
|        | Femman         |        |           | AEG, Berlin                 | 1914               | betriebsfähiges Museumsfahrzeug |
|        | Ettan          |        | B' B'     | ASEA                        | 175 1929           | für Streckendienst, betriebsfähiges Museumsfahrzeug |
|        | Tvåan          |        | B' B'     | ASEA                        | 179 1929           | mit zusätzlichem Akku für Holzladegleise ohne Oberleitung, rollfähiges Museumsfahrzeug |
|        | Trean          |        | B         | ASEA                        | 188 1930           | rollfähiges Museumsfahrzeug |

Dazu wurden 1930 noch 67 neue Stahlwagen für den Holztransport beschafft.

## Stilllegung
Als die Holzflößerei auf dem Rickleån 1961 eingestellt wurde, ließ auch der Verkehr auf der Strecke nach. Tvåan wurde für den Rangierverkehr im Imprägnierwerk in Robertsfors verwendet. Die Schienen wurden nach der Einstellung im September 1961 bis auf den heutigen Gleisrest abgebaut. Der Verlauf der ehemaligen Strecke ist jedoch in vielen Fällen noch gut zu erkennen.
Von den sieben vorhandenen Elektrolokomotiven wurden Starkotter und Herman Behrman dem Svenska Spårvägssällskapets museum in Malmköping überlassen. Starkotter kam inzwischen über das Eisenbahnmuseum in Gävle wieder nach Robertsfors zurück. Ein Personenwagen wurde zusammen mit der Johan Vale neben dem Lokschuppen im Hüttenmuseum aufgestellt, ebenso wie die vier anderen Lokomotiven und einige Güterwagen.

## Heutiger Zustand
Von der ehemaligen Strecke sind heute noch rund 600 Meter in Robertsfors vorhanden. Zu sehen sind der Bahndamm bei Sikeå, der Bahndamm neben dem Wasserfall an der Hütte, die Eisenbahnbrücke mit den zugehörigen Schienen und der renovierte Lokschuppen ist mit Lokomotiven und Wagen.
Geplant ist die Wiederherstellung der Bahn und danach im Sommer Museumsbetrieb zwischen Sikeå und dem Hüttengelände. Auf einem Teil des ehemaligen Bahndammes wurde zwischenzeitlich ein Geh- und Radweg angelegt.